# سفارة التشيك في المجر
سفارة التشيك في المجر هي أرفع تمثيل دبلوماسي لدولة التشيك لدى المجر. تقع السفارة في Terézváros ‏ وهي تهدف لتعزيز المصالح التشيكية في المجر.

## وصلات خارجية
- الموقع الرسمي
- قائمة سفارات التشيك
- قائمة السفارات في المجر